# Brusselse wafel

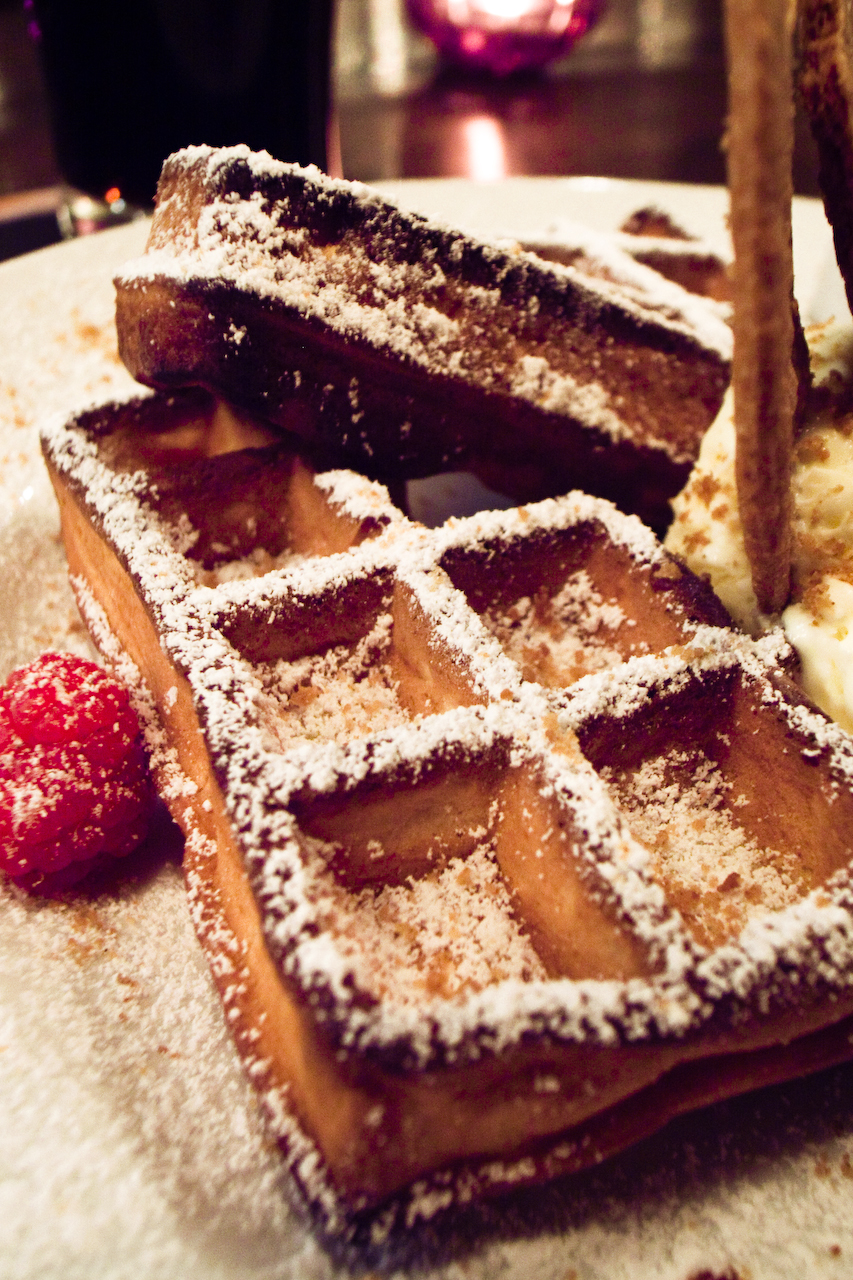
Brusselse wafel

De Brusselse wafel is een Belgisch gerecht met internationale bekendheid. De wafel werd sterk gepromoot als Belgisch product, onder andere op de New York World's Fair in 1964 en op Expo 2005 in Japan.
Karakteristiek aan de Brusselse wafel is zijn grootte, de rechthoekige vorm, de diepte en de grote vierkante inkepingen, 15, 20 of 24 per wafel. De wafel heeft ook een zeer lichte structuur.  
De Brusselse wafel wordt warm gegeten, bestrooid met poedersuiker, mogelijk met slagroom.
Brusselse wafels worden gemaakt uit bloem, gist, melk, water, boter, zout en geklopt eiwit.
De Brusselse wafel wordt sinds 1965 aan het einde van elk Nero-stripverhaal in een afsluitende wafelenbak opgediend door Madam Nero en Madam Pheip.